# もるつオーケストラ
もるつオーケストラは日本のロックバンドである。2008年結成。2018年10月10日ユニバーサルミュージックよりメジャー・デビュー。

## 概要
ボーカル・ギターのGOOD之介を中心に2008年に結成。 
四国の位置を覚えるだけの楽曲やサンドイッチが高いことを訴える楽曲など エンターテイメント性の強い楽曲を中心に『決して日常には必要のない音楽、だけどたまに欲しくなる』 を巧みに表現している。
ライブでのパフォーマンス、演奏技術の高さで、『才能の無駄遣い』と評される。
『SUMMER SONIC』『イナズマロックフェス』等数々のフェスにも出演。
2018年10月10日にはアルバム「永久保存版笑顔」でユニバーサルミュージックよりメジャーリリースをし、2019年には全国ツアーを行う。
2020年1月には渋谷クラブクアトロでワンマンライブを開催。
2020年から2022年のコロナ禍の中、2013年に発表した楽曲「四国アイランド講座」にならい、47都道府県全てを歌詞に含めたアルバム「地理も積もればジャパニーズ」を制作。
2024年8月にはドイツのトップアーティストDie Ärzte(ディ・エルツテ)がベルリンで開催したライブ「OMG die ärzte LOL - Tempelhof - 2024 in Berlin」にオープニングアクトとして出演。6万人以上の観客の前で演奏を披露し、片言の英語でのMC、楽曲全て日本語で歌うという状況の中、オープナーとしては異例のアンコールが起きた。ライブ後ドイツ・スイス・オーストリアの音楽配信サイトで次々にチャートインを果たす。
同年10月、T Vプロデューサーマッコイ斎藤が手掛ける山形ロックフェスにも出演。
石垣島をはじめ、日本各地で定期的にライブを行っている。
「カンニング竹山の福島のことなんて誰もしらねえじゃねえかよ！」「PEAK HANT 東野登山隊」「アドベンチャー魂」等、多数のテーマソングを手掛けている。

## 主なライブ
- 2014年8月16日 - SUMMER SONIC[2]
- 2014年9月14日 - イナズマロックフェス[3]
- 2018年11月3・4日 - 石垣島まつり[4]
- 2019年4月13・14日 - 東京・下北沢「HAPPY MUSIC & PETS Vol.1」[5] アンバサダーはうじきつよし
- 2019年8月10日 - 日本海夕日コンサート2019 KAN/杉山清貴/もるつオーケストラ/夕日コーラスキッズ
- 2019年9月22日 - ウィスキー&ビアキャンプ2019
- 2019年10月19日 - 海鳴りジャンボリー　愛知県田原 ほうべの森
- 2020年1月24日 - 渋谷CLUB QUATTROワンマンライブ
- 2022年7月10日 - なぎさにまつわるエトセトラ 1ST ANNIVERSARY FES
- 2024年8月24日 - OMG die ärzte LOL - Tempelhof - 2024 in Berlin
- 2024年10月27日 - YAMAGATA ROCK FES ～モンテディオ山形と共にSP～
- 2024年12月5日 - 渋谷La.mama Guten Tag!! SHI·BU·YA!! vol.1 -Malts Orchestra One man live-
- 2025年4月6日 - 渋谷La.mama Guten Tag!! SHI·BU·YA!! vol.2 “2025門出” -Malts Orchestra One man live-

## ディスコグラフィ

### アルバム
- 2010年10月23日 - つもる☆おもひ
- 2012年8月2日 - らりる?れろ?らろ。（廃盤）
- 2013年9月4日 - 四国アイランド講座
- 2014年3月12日 - オー!ベイベー!
- 2015年4月22日 - みにくいアヒルでゴー
- 2016年6月12日 - TOO EXPENCIVE
- 2018年10月19日 - 永久保存版笑顔
- 2022年11月5日 - 地理も積もればジャパニーズ
- 2023年12月10日 - 椎葉三部作（配信）
- 2024年8月16日 - イリオモテヤマネコの臭い嗅いだことあるか？（配信）
- 2024年12月5日 - イリオモテヤマネコの臭い嗅いだことあるか？

### 配信限定シングル
| 発売日         | タイトル             |
| -------------- | -------------------- |
| 2018年10月10日 | 菩薩～BOSATSU～      |
| 2018年11月4日  | サガリバナ           |
| 2019年5月19日  | グッドタイムスロール |
| 2020年4月27日  | 海は心の洗濯機       |
| 2023年12月10日 | 椎葉三部作           |
| 2025年4月6日   | BEAUTEOUS DAY        |

## タイアップ
- 「ラリルレローカル」太川蛭子の旅バラテーマソング（2019年4月18日- 12月25日）
- 「知らない景色」Peak Hunt 東野登山隊（2019年11月29日-）
- BSTBS 「アドベンチャー魂」オープニング ・エンディングテーマソング
- 新潟 日本海夕日キャンペーン テーマソング
- ｢Nobody knows about Fukushima｣ カンニング竹山の福島のことなんて誰もしらねえじゃねえかよ！（2022年8月27日 - ）